# Csonka Dóra
Csonka Dóra (Szeged, 1994. július 27. –) magyar színésznő.

## Életpálya
Középiskolai tanulmányait szülővárosában végezte. A Szegedi Tudományegyetem Ságvári Endre Gyakorló Gimnáziumában érettségizett. Színészetet Békéscsabán tanult, a Színitanházban 2017-ben végzett. A Szegedi Tudományegyetem Gazdaságtudományi Karának hallgatója. A Békéscsabai Jókai Színház tagja, vendégként játszott a József Attila Színházban is.
2022-2025 között a Színház- és Filmművészeti Egyetem drámainstruktor szakos hallgatója.

## Fontosabb színházi szerepei
- Móricz Zsigmond: Nem élhetek muzsikaszó nélkül... Pólika
- Urbán Gyula: Egerek... Jozefina
- Hedry Mária: A bűvös patkó... Gyöngyvirág
- E. T. A. Hoffmann – Szurdi Miklós – Szomor György: Diótörő és egérkirály... Pirella; Nesztelen; Frida
- Mikó Csaba: Kövérkirály... Ilona
- Martin Dennis: Die Päpstin – A pápanő... Johanna
- Anthony Marriott – Alistair Foot: Csak semmi szexet, kérem, angolok vagyunk ... Barbara
- Rákosi Viktor – Nemlaha György: Elnémult harangok... Florica, a pópa lánya
- Szarka Gyula – Zalán Tibor: Az igazmondó juhász és az aranyszőrű bárány... Izabella
- David Yazbek: Alul semmi... Pam Lukowski, Jerry volt felesége
- Kerstin Slawek – Dorotty Szalma – Gulyás Levente: Sárkány a szekrényben... Sophia hercegkisasszony
- Gyárfás Miklós – Szabó Tamás: Tanulmány a nőkről... Dr. Képes Vera
- Koltay Gábor – Szűts István – Kormorán együttes: A Megfeszített... A Lány
- Koltay Gábor – Koltay Gergely – Kormorán együttes: Trianon... Fiatal lány; Szomszéd asszony
- Ken Kesey: Kakukkfészek... Flinn nővér
- Neil Simon – Cy Coleman – Dorothy Fields: Sweet Charity... Charity
- Szabó Attila – Ifj. Mlinár Pál – Lovas Gábor: Fehérlófia... Fehérló
- Fenyő Miklós – Tasnádi István: Made in Hungária... Gretchen, NDK-s cserediáklány